# Lágamanvárre naturreservat
Lágamanvárre naturreservat är ett naturreservat i Jokkmokks kommun i Norrbottens län.
Området är naturskyddat sedan 2023 och är 570 hektar stort. Reservatet ligger nordost om Jokkmokk till del på berget Lágamanvárre och består av gamla tallskogar och våtmarker med sumpskogar och gamla granar och lövträd. 